# ولکاوا
ولکاوا (به لاتین: Vlkava) یک منطقهٔ مسکونی در جمهوری چک است که در شهرستان ملادا بولسلاو واقع شده‌است.